# FC Schwarzach
Der Fußballclub Schwarzach, kurz FC Schwarzach, ist ein Fußballverein aus der Vorarlberger Gemeinde Schwarzach. Der Verein gehört dem Vorarlberger Fußballverband (VFV) an und spielt seit der Saison 2023/24 in der 5. Landesklasse. Seit der Saison 2023/24 tritt Schwarzach wieder als eigenständiger Verein an.

## Geschichte
Der FC Schwarzach wurde im Jahre 1955 gegründet. 15 Jahre nach der Vereinsgründung gelang dem Klub 1970 bereits der erste Aufstieg in die Landesliga, die höchste Spielklasse des Bundeslandes. In dieser hielt er sich aber nur ein Jahr, bereits 1971 ging es wieder zurück ins Unterhaus. In der Saison 1973/74 stieg Schwarzach ein zweites Mal in die Landesliga auf und diesmal gelang in der Folgesaison auch der Klassenerhalt. In Folge wurde der Verein zu einer festen Größe in der Landesliga und stieg erst in den 1990er Jahren ab, wobei er aber prompt wieder den Aufstieg schaffte. Am Ende der Saison 2001/02 musste der Verein wieder den Gang ins Unterhaus antreten. 2005 stieg der Verein wieder in die Vorarlbergliga auf. In der Saison 2006/07 gelang dem Klub mit dem vierten Endrang die bis heute beste Platzierung nach der Jahrtausendwende. Am Ende der Spielzeit 2009/10 folgte der nächste Abstieg in die fünfthöchste Spielklasse.
In Folge verbrachte Schwarzach sieben Spielzeiten in der fünftklassigen Landesliga, ehe der Verein in der Saison 2016/17 als Erster wieder in Vorarlbergliga aufsteigen konnte. In der Saison 2016/17 erreichte Schwarzach auch erstmals in der Klubgeschichte das Finale des VFV-Cups. In diesem unterlag er zwar im Elfmeterschießen dem Regionalligisten VfB Hohenems, dennoch löste Schwarzach mit der Finalteilnahme ein Ticket für die erstmalige Teilnahme am ÖFB-Cup in der Folgesaison. In der ersten Runde traf der Verein 2017/18 dann auf den Regionalligisten Union St. Florian, dem er aber mit 3:0 unterlag.
In der Vorarlbergliga war Schwarzach in der Saison 2017/18 inferior und schlitterte zusätzlich noch in finanzielle Probleme, am Ende der Saison standen fünf Punkte aus den 30 Saisonspielen und eine Torbilanz von 22 erzielten und 114 erhaltenen Treffern zu Buche – der direkte Wiederabstieg war die logische Konsequenz. Auch in der Saison 2018/19 war Schwarzach nicht konkurrenzfähig in der fünften Liga und wurde mit neun geholten Punkten aus 30 Partien erneut abgeschlagener Letzter, allerdings gab es durch eine Reform des Vorarlberger Amateurfußballs zu Schwarzachs Glück keine Absteiger, wodurch der Verein fünftklassig blieb. Im Februar 2019 verkündete er als Lichtblick allerdings, dass er schuldenfrei sei. In der Saison 2019/20 konnte der Verein den Spielbetrieb der Kampfmannschaft aber dennoch nicht mehr erhalten und zog sich so im September 2019 aus der laufenden Spielzeit zurück. In der Saison 2020/21 wurde Schwarzach dann ans Ende des Vorarlberger Amateurbetriebs versetzt – in die zehntklassige 5. Landesklasse. Die Saison 2020/21 wurde COVID-bedingt abgebrochen.
Zur Saison 2021/22 ging Schwarzach eine Spielgemeinschaft mit dem FC Wolfurt ein, wodurch die erste Mannschaft der Schwarzacher den Platz der Reserve der Wolfurter in der siebtklassigen 2. Landesklasse einnahm.
Vor der Saison 2023/24 hat sich der FC Schwarzach wieder vom FC Wolfurt entkoppelt und ist mit der ersten Mannschaft in der 5. Landesklasse eingestiegen. In der Saison 2023/24 erreichte der FC Schwarzach unangefochten den ersten Tabellenrang in der 5. Landesklasse und stieg somit in die 4. Landesklasse auf.